# Pesti vadaskert
A pesti vadaskert Mátyás király vadaskertjeinek egyike, egy másik Budán található a II. kerületben. Helye pontosan nem ismert. Jankovich Miklós szerint a hajdani Szent Péter utcában volt (ma Petőfi Sándor utca és Károlyi utca), de Hunfalvy János és Rupp Jakab véleménye szerint a vadaskert a mai Egyetemi Könyvtár helyén lehetett. Rómer Flóris szerint egy része a ferencesek telkén volt, mivel itt reneszánsz töredéket találtak. Az 1874-ben itt előkerült korabeli pénzleletek, serlegek, gyűrűk és gombok is ezt igazolják.